# سیارک ۵۳۶۶
سیارک ۵۳۶۶ (به انگلیسی: 5366 Rhianjones، نامگذاری:1981EY30) پنج هزار و سیصد و شصت و ششمین سیارک کشف شده‌است که در ۲ مارس ۱۹۸۱ کشف شد.
قدر مطلق سیارک برابر ۱۷.۸ است.